# Lactobacillus kunkeei
Lactobacillus kunkeei è una specie di batterio appartenente alla famiglia delle Lactobacillaceae.